# Zgrada stare gradske ljekarne, Stjepana Radića 19 (Pregrada)
Zgrada stare gradske ljekarne je građevina u gradu Pregradi, zaštićeno kulturno dobro.

## Opis dobra
Ljekarna je smještena u samom središtu Pregrade, a osnovao ju je 1892. g. Adolf Alfons Thierry de Chateauvieux kao prvu kemijsko – farmaceutsku tvrtku u jugoistočnoj Europi, čije je ime navedeno na zabatu bočnog pročelja. Jednokatna zgrada s potkrovljem sagrađena je u secesijskom stilu. Pročelje s glavnim ulazom dekorativno je naglašeno arhitektonskom plastikom. Središnji je ulaz polukružnog završetka, a iznad njega, na prvom katu, nalazi se manji balkon. Prizemlje je naglašeno horizontalnim trakama, dok su prozori na prvom katu pravokutnog oblika i ukrašeni dekorativnom plastikom. Drveni namještaj u unutrašnjosti ljekarne ostao je izvoran, a izradio ga je pregradski majstor Gnus.

## Zaštita
Pod oznakom Z-3509 zavedena je kao nepokretno kulturno dobro - pojedinačno, pravna statusa zaštićena kulturnog dobra, klasificirano kao "profana graditeljska baština".